# Lemgo
Lemgo (in basso tedesco Lemge) è un'antica cittadina anseatica e cittadina universitaria dell'entroterra tedesco appartenente al Land Renania Settentrionale-Vestfalia (Nordrhein-Westfalen, Germania centro-settentrionale), nel circondario della Lippe, vicino al confine con la Bassa Sassonia (Niedersachsen).

## Punti d'interesse
Apprezzabile il centro storico, caratterizzato da antichi edifici (alcuni dei quali a graticcio).
Nel 2008 è stato avviato un particolare progetto per il risparmio energetico: in alcune zone i lampioni rimangono spenti, e possono essere accesi inviando un SMS alla centrale di controllo dell'illuminazione pubblica.